# علي البلوشي (ملاكم)
علي البلوشي هو بطل الكويت الوطني في الملاكمة.ولد في السادس من أبريل عام 1959. مثل نادي القادسية ومنتخب الكويت، كما شارك في منافسات الوزن الثقيل للرجال في دورة الألعاب الأولمبية الصيفية 1988، وحل في المركز التاسع المشترك.

## إنجازاته
حقق البلوشي العديد من الألقاب المحلية والقارية، حيث نشرت صحيفة الراي العام الكويتية عام 1985 خبرًا عن تكريمه كبطل محلي، كما نشرت صحيفة الأنباء بتاريخ 25 ديسمبر 1987 تقريرًا بعنوان "البلوشي والوعد" تناول فوزه بالميدالية الذهبية في وزنه في البطولة الآسيوية للملاكمة، بعد تغلبه على الباكستاني ديلدار أحمد، محققا بذلك وعده بالفوز في البطولة.كما فاز ببطولة العرب والثالث في الأولمبياد المصغرة "النوايا الحسنة" في موسكو، وذلك بالاضافة الى المركز الثالث على مستوى العالم في البطولة العسكرية.

## الوفاة
توفي البلوشي في يوم الاثنين 17 أبريل عام 2023م، 26 رمضان 1444ه، عن عمر ناهز 64 عام.

## وصلات خارجية
- [ملف علي البلوشي على موقع الألعاب الأولمبية](https://www.olympics.com/en/athletes/ali-al-baluchi)
- [علي البلوشي على Olympedia](https://www.olympedia.org/athletes/4409)